# Mont Mouchet
Pour les articles homonymes, voir Mouchet (homonymie).
Le mont Mouchet est une montagne du massif de la Margeride culminant à 1 497 mètres. Il est situé en bordure des départements de la Haute-Loire et de la Lozère et non loin du Cantal. Ce lieu reste célèbre pour les pages d'histoire qui se sont déroulées sur ses terres, notamment son maquis.

## Géographie

### Situation
Le site est accessible depuis la route départementale D41 qui dessert les villages alentour et par le Portus d'Auzenc. Plusieurs chemins et sentiers de randonnée permettent ensuite de rejoindre le sommet avec la possibilité de faire un circuit.

### Climat

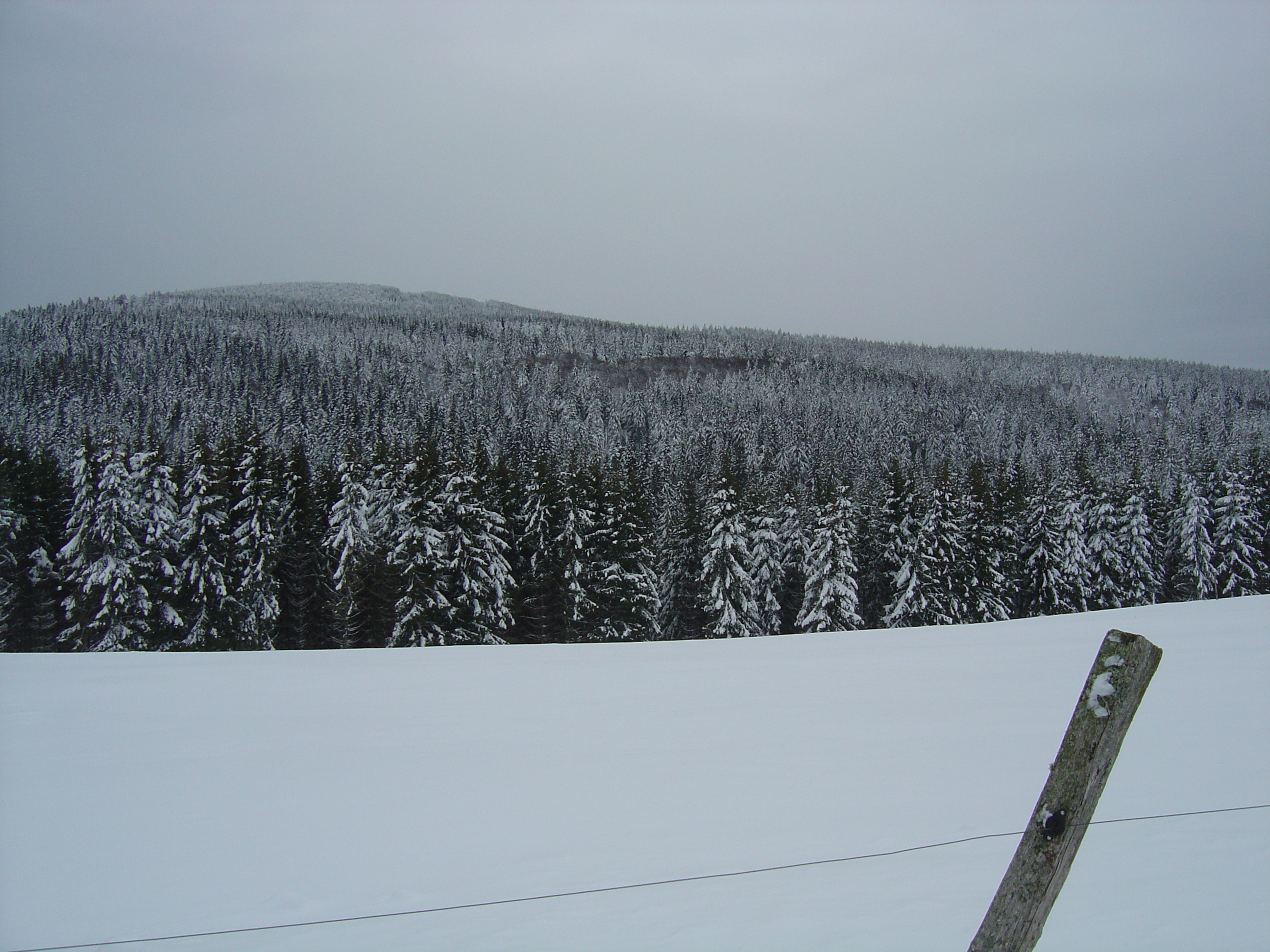
Mont Mouchet et la forêt d'Auvers en hiver.

Le climat du mont Mouchet est semi-continental et montagnard. Vers 1 400 m, la température moyenne annuelle est de 4 °C. Les températures moyennes minimales sont relevées aux mois de décembre-janvier et sont de l’ordre de −4 °C. La neige est relativement abondante de novembre à mai.
La station météorologique la plus proche, celle d'Auvers à 1 134 m, enregistre des précipitations de 1 013 mm par an.

### Géologie
Dans la zone du mont Mouchet, le gneiss perd sa teneur en micas et la sillimanite cesse d'être présente. Ce gneiss, caractérisé par une foliation fruste et une couleur claire, est essentiellement composé de quartz et de feldspath.

### Flore
Autrefois, la montagne était utilisée à des fins agropastorales, son paysage arborait un corps de ferme entouré de pâturages. La forêt domaniale du mont Mouchet est issue d'un boisement de hêtraies-sapinières et de hêtraies opéré en partie lors de la restauration des terrains en montagne entre 1902 et 1955.
De manière sporadique, on trouve des zones rocheuses qui se composent de trois variétés d'habitats naturels : des pelouses pionnières sur dômes rocheux, des pentes rocheuses siliceuses, et des éboulis rocheux typiques de l'étage montagnard.
Au sud du sommet du mont Mouchet et au niveau des sources de la Gourgueyre, des zones tourbeuses, des zones de landes et ponctuellement une mégaphorbiaie sont observables.
La partie sommitale appartient à l'étage subalpin et abrite une formation pionnière à sorbiers, saules et bouleau pubescent ainsi qu'une lande à callunes et à genêts qui ont tendance à décroître,.

## Histoire

### Bête du Gévaudan
C’est le 19 juin 1767 que Jean Chastel, cabaretier et chasseur résidant à La Besseyre-Saint-Mary, parti en compagnie de onze autres chasseurs la veille vers 23 h, sous la direction du marquis d'Apcher, et s'étant posté à un endroit appelé la Sogne d'Auvers, abattit vers 10 h 15 un animal ressemblant à un gros loup, mais apparemment différent. La description de cet animal a fait l'objet d'un document retrouvé vers 1950 et dénommé « Rapport Marin ». Cette bête abattue, les attaques cessèrent définitivement dans la région.

### Résistance française
Le mont Mouchet fut le théâtre, en juin 1944, de la bataille du Mont Mouchet, qui opposa la Wehrmacht à la Résistance française.
Le mont Mouchet a reçu la visite de plusieurs présidents de la République : le général de Gaulle, le 5 juin 1959, ; Valéry Giscard d'Estaing, le 23 juin 1974 ; François Mitterrand, le 5 juillet 1981 et François Hollande, le 6 juillet 2014.

## Activités

### Lieu de mémoire
Près du sommet du mont Mouchet, dans la commune d’Auvers, un mémorial de la Résistance a été construit, de même qu'un musée de la Résistance, à la mémoire des maquisards du Haut-Gévaudan.

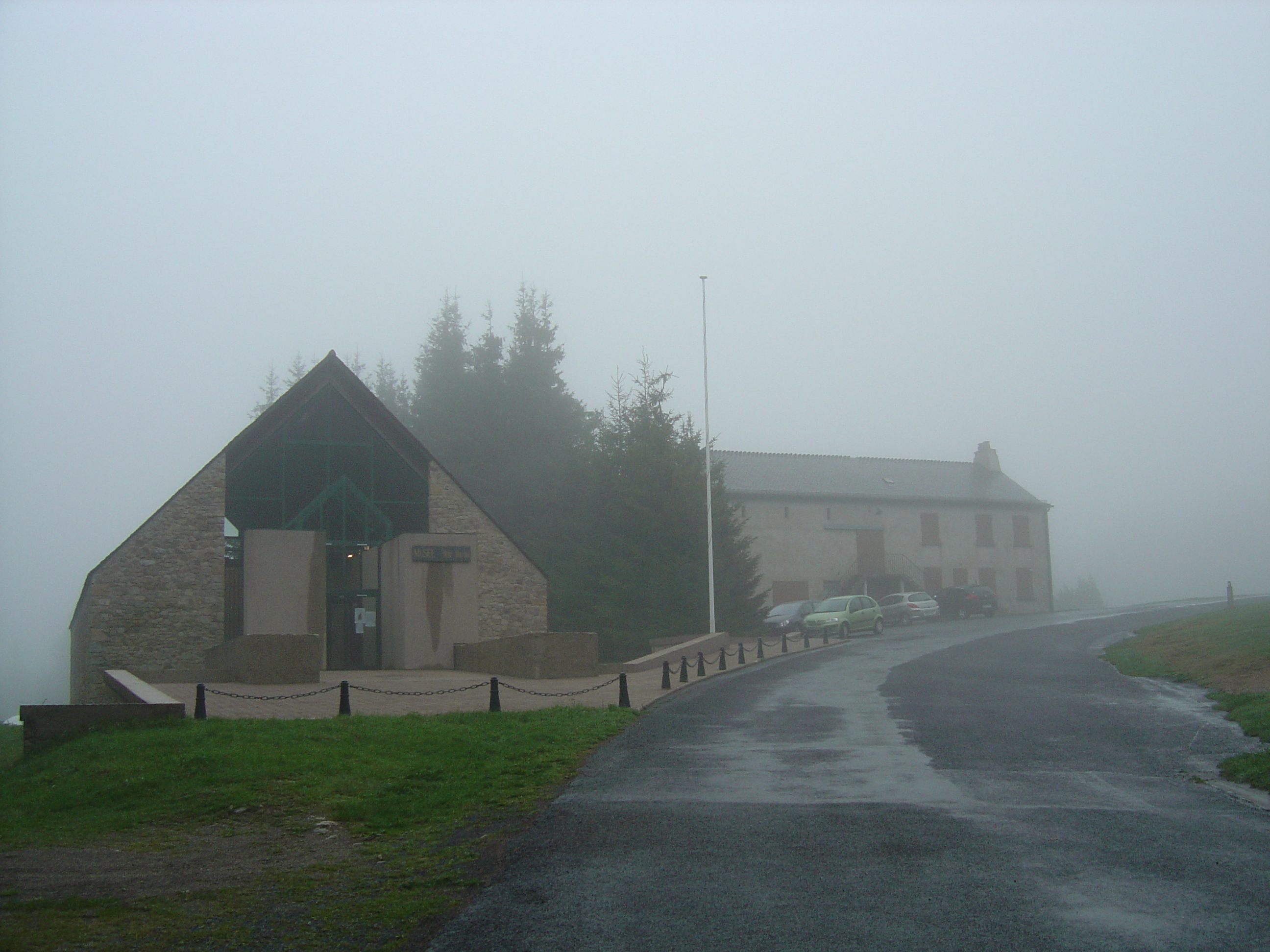
Musée de la Résistance.
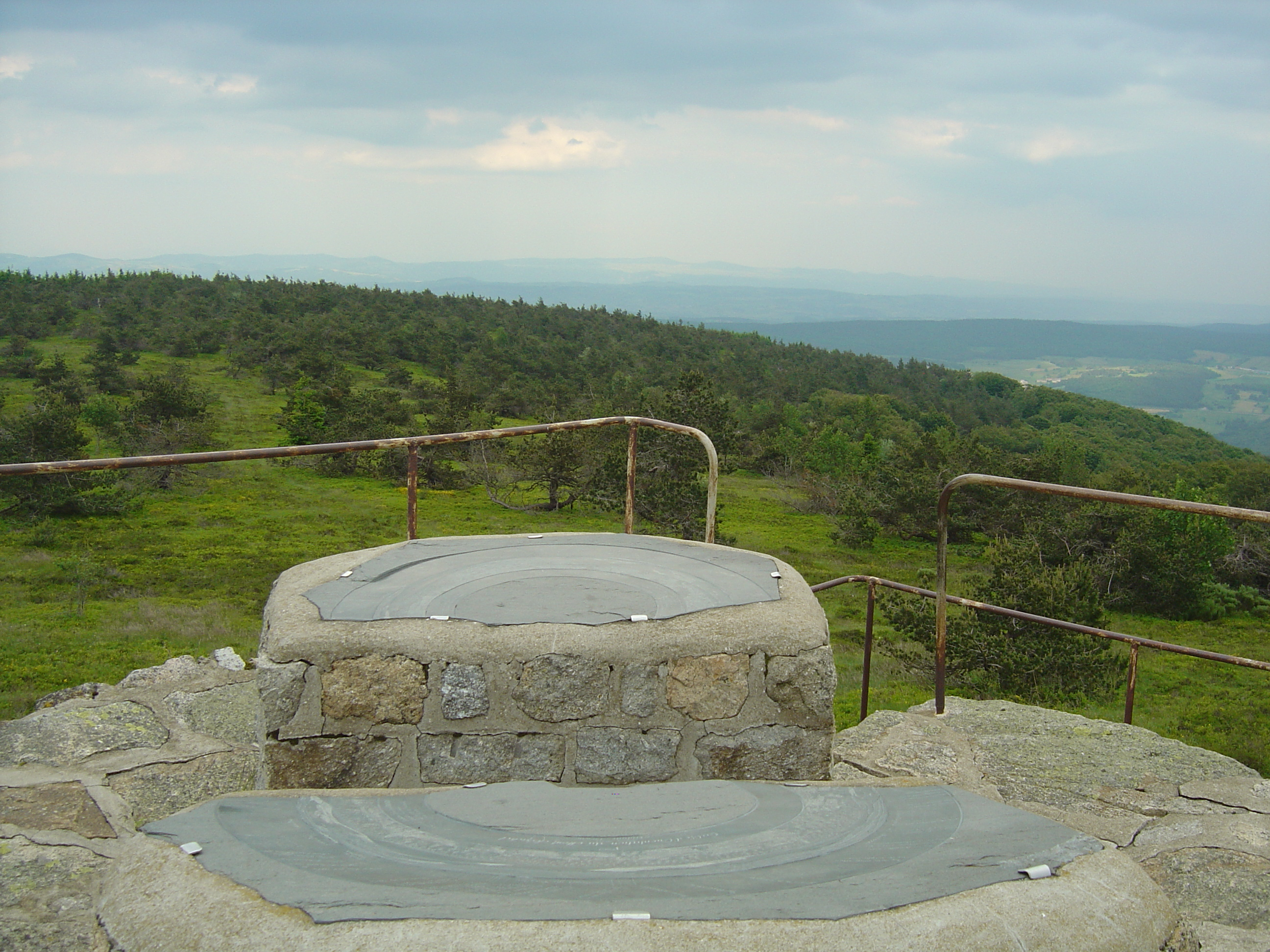
Sommet et table d'orientation du mont Mouchet.
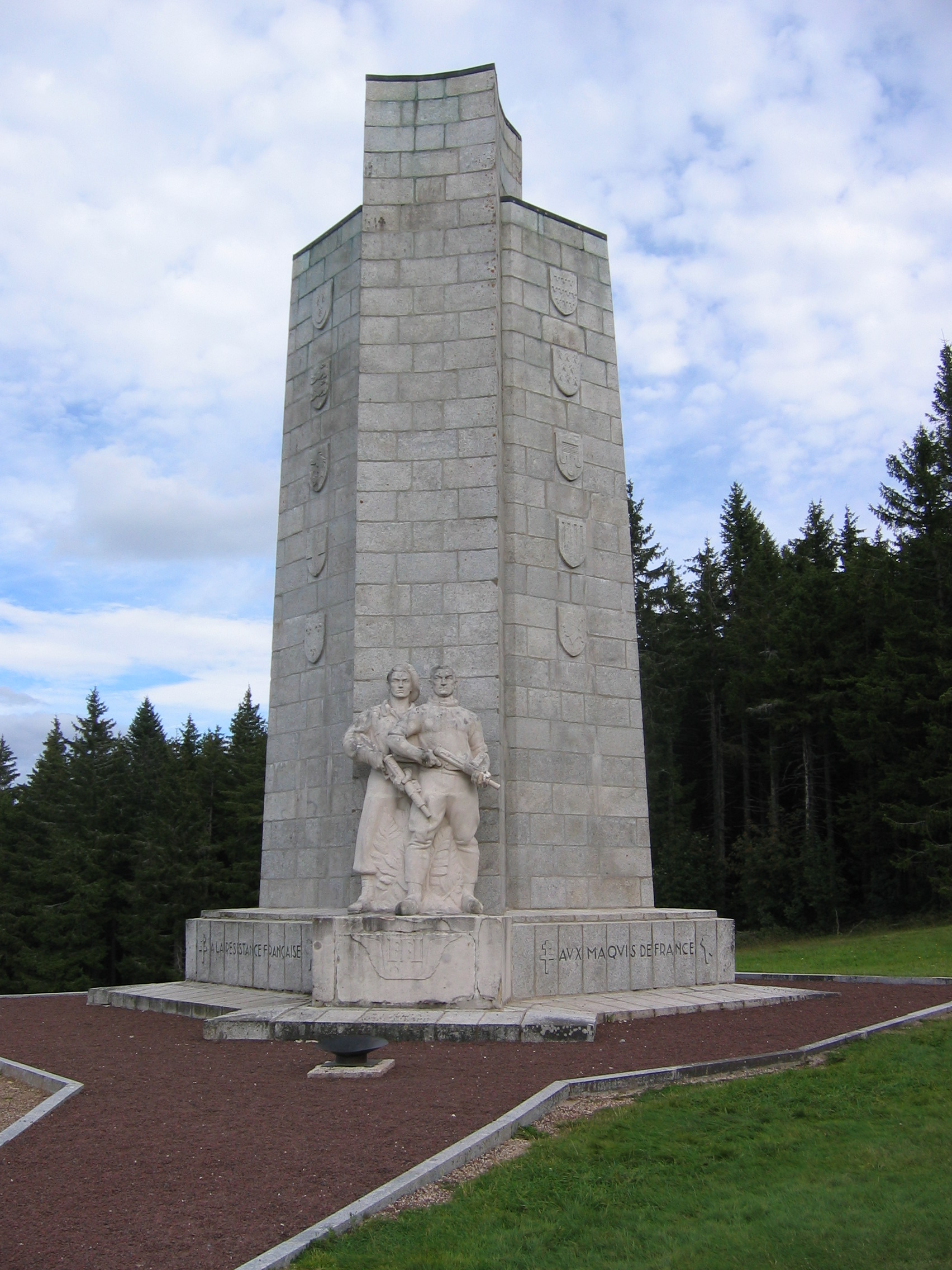
Mémorial de la résistance du mont Mouchet.
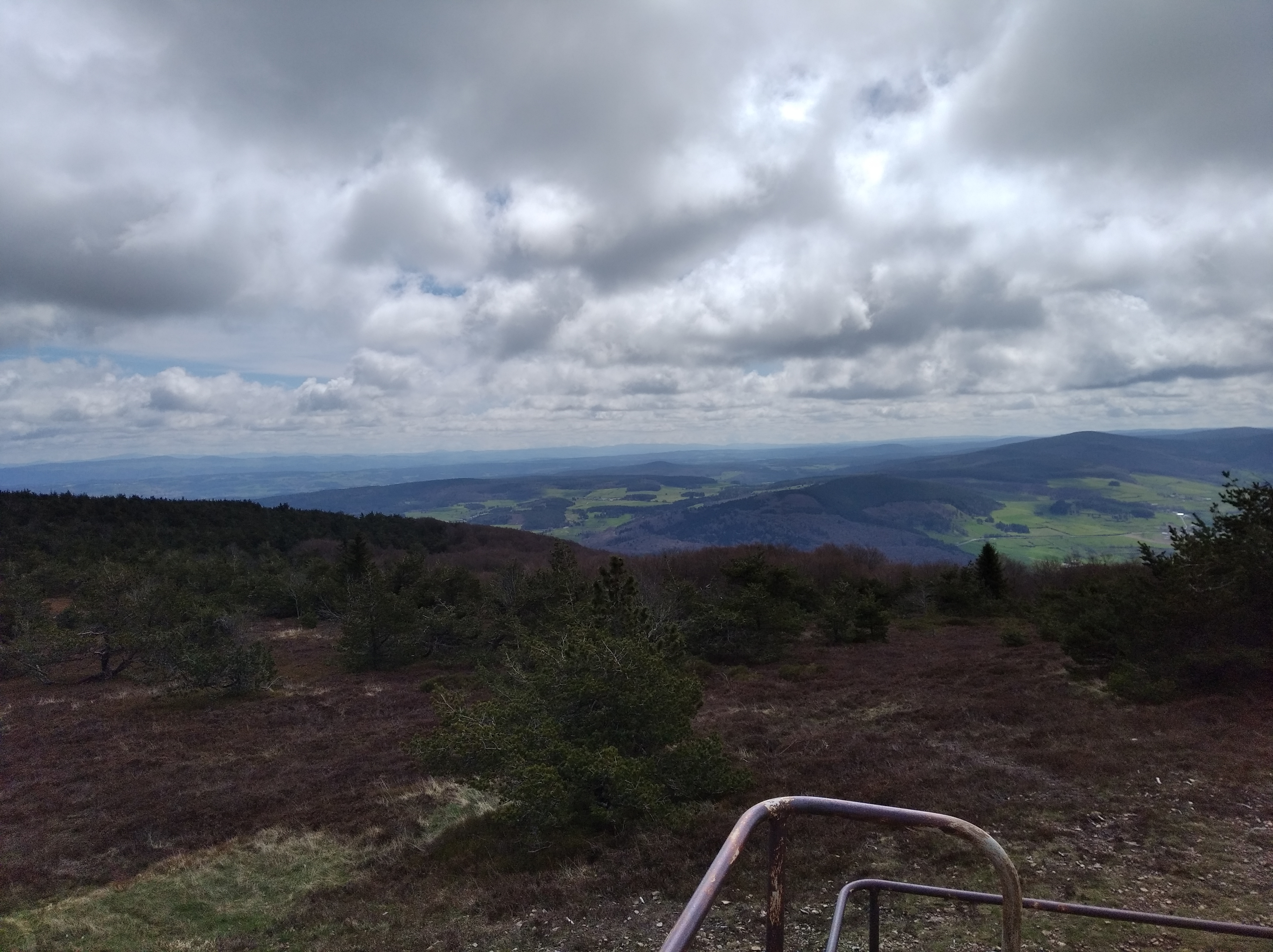
Vue panoramique depuis le mont Mouchet.

### Sports d'hiver
La montagne est adaptée à la pratique de la randonnée nordique (ski de fond, raquettes à neige). Autrefois, une station de ski alpin avec remontée mécanique existait en contrebas du mont Mouchet à Prat-Niolat, dans la commune de Clavières.

### Protection environnementale
Le mont Mouchet est inscrit au sein du site Natura 2000 « Sommets du nord Margeride ». Par ailleurs, le site est classé par arrêté du 20 décembre 1976.